# Baatardżawyn Szoowdor
Baatardżawyn Szoowdor (mong. Баатаржавын Шоовдор; ur. 20 listopada 1990) – mongolska zapaśniczka. Brązowa medalistka mistrzostw świata w 2018, 2019 i 2021; piąta w 2017. Srebrna medalistka mistrzostw Azji w 2014, 2021 i 2022; brązowa w 2018. Trzecia w Pucharze Świata w 2015 i 2018; czwarta w 2019 roku.